# Dol ou la Vallée des tambours
Pour plus de détails, voir Fiche technique et Distribution.
Dol ou la Vallée des tambours (titre original : Dol) est un film franco-germano-kurde-irakien réalisé par Hiner Saleem et sorti en 2007.

## Synopsis
Le Kurde Azad retrouve sa fiancée pour se marier dans son village du Kurdistan turc, mais pris au milieu d'un affrontement, il blesse un militaire turc et s'enfuit. Il gagne le Kurdistan irakien puis arrive dans la zone dite « triangle des Bermudes », située entre Turquie, Irak et Iran, où ses compatriotes luttent pour la fondation d'un État autonome kurde.

## Thèmes et contexte
Dol ou la Vallée des tambours par Hiner Saleem : « Dol signifie en kurde « tambour » et « vallée ». En français, Dol est un terme juridique qui signifie s'approprier illégalement le bien d'autrui par le biais d'une manœuvre frauduleuse. Une image impeccable du Kurdistan que l’on s’est approprié illégalement… »
Près de 40 millions de Kurdes dans le monde : de nos jours, les Kurdes constituent vraisemblablement la plus grande nation non constituée en état indépendant. Par le Traité de Lausanne (1923), le Kurdistan a été partagé en quatre états et, depuis, 20 millions de Kurdes vivent en Turquie, 9 millions en Iran, 6 millions en Irak et 2 millions en Syrie. 320 000 kurdes vivent aussi en Arménie et Géorgie, 100 000 au Liban tandis que plus d'un million vivent en Europe occidentale, dont 150 000 en France.

## Fiche technique
- Titre : Dol ou la Vallée des tambours
- Titre original : Dol
- Réalisation : Hiner Saleem
- Scénario : Hiner Saleem
- Dialogues : Hiner Saleem
- Musique : Özgür Akgül, Mehmet Erdem, Vedat Yildirim
- Photographie : Andreas Sinanos
- Son : Behmen Erdelani, Emmanuel Lalande, Stéphane Derocquigny
- Montage : Dora Mantzoros, Bonita Papastathi
- Décors : Saman Sabunci
- Costumes : Belçim Bilgin
- Pays de production :  Kurdistan  Irak,  France,  Allemagne
- Langues de tournage : kurde, turc
- Producteurs : Hiner Saleem, Mehmet Aktas
- Sociétés de production : Hiner Saleem Production, Novociné (France), Mitosfilm (Allemagne), avec le soutien et la participation du Gouvernement du Kurdistan irakien, du Premier Ministre Netchirvan Barzani, du Ministère de la culture du Kurdistan, Kurdistan TV
- Sociétés de distribution : Novociné, Mitosfilm
- Format : couleur (Eastmancolor) — 35 mm — 1.85:1 — son stéréo Dolby SRD
- Genre : drame, road movie
- Durée : 90 minutes
- Date de sortie : France : 24 janvier 2007

## Distribution
- Nazmî Kirik : Azad
- Belçim Bilgin : Taman
- Omer Çiaw Şin : Ahmed
- Rojîn Ulker : Jekaf
- Ciwan Haco : Ciwan
- Abdullah Keskîn : Ceto
- Sipel Ardogan : Nazenin
- Tarik Akreyî

## Distinctions
- Berlinale 2007 : projection section Forum.
- Seattle International Film Festival 2007 : projection section Contemporary World Cinema.
- Festival international du film de Pusan 2007 : sélection officielle section World Cinema.